# Ana González Portela
Ana María González Portela (Fecha de nacimiento desconocida) es una bailarina y profesora mexicana. Es impulsora y fundadora del Centro de Investigación Coreográfica de su país.

## Biografía
A muy temprana edad ingresó al Seminario de Ballet Nacional por dos años; sin embargo, suspendió su formación para estudiar antropología y biología, áreas que le ayudarán a desarrollar la teoría y práctica en el ámbito del arte. Posteriormente ingresó a un Taller de Danza encabezado por Lin Durán (fundadora de la primera escuela para la formación de coreógrafos en México), con quien se identificó inmediatamente por la creación y formación de la danza contemporánea e impulsaron la creación del Centro de Investigación Coreográfica (Cico), contando con el apoyo del Instituto Nacional de Bellas Artes y Literatura (INBAL), para formar bailarines profesionales a través de dos áreas eje: documental y experimental.  
A lo largo de su formación académica se ha dedicado a explorar la creación y formación de la danza contemporánea. Se ha dedicado a la docencia dentro del Centro de Investigación Coreográfica (Cico) del Instituto Nacional de Bellas Artes (INBA), en el que ha explorado las técnicas de formación en la danza a partir de los principios filosóficos y artísticos obtenidos de su profesora Lin Durán, así como de los principios técnicos de Doris Humphrey, es decir, la observación - ejecución de los movimientos del cuerpo. 
Ana González declaró en una entrevista que dentro de sus talleres en el Centro de Investigación Coreográfica desarrolla junto con sus alumnos los principios filosóficos y metodológicos dentro de la danza contemporánea, combinando la práctica de pautas anatómicas y kinesiológicos, esto con el objetivo de perfilar el rumbo estético del aprendizaje de sus estudiantes. Los principios que defiende la bailarina para entender la danza son: unidad, claridad y coherencia. Ana González se encarga de impartir la clase de acondicionamiento corporal y un Taller de coreografía (estructura y composición coreográfica) en el que proporciona  a sus estudiantes la seguridad en su creatividad y originalidad para crear su propio estilo. 
Como intérprete de obras, participó en el Colectivo Luna Roja por más de diez años, además de colaborar bajo la dirección de coreógrafos en diferentes espacios del país. En el 2008 participó en el Festival Internacional de Danza Contemporánea de Morelia, Michoacán. Gracias a su trayectoria en la educación artística obtuvo el Premio a la Excelencia Académica en el 2012, por  las autoridades del INBA que se llevó a cabo en la Sala Manuel M. Ponce dentro del Palacio de Bellas Artes.

## Premios y reconocimientos
- Premio a la Excelencia Académica en el 2012 por el Instituto Nacional de Bellas Artes y Literatura[5]